# Lieux de Villelongue
Le  Lieux de Villelongue est une rivière du sud de la France sous-affluent du Tarn et de la Garonne.

## Géographie
De 20,1 km de longueur, il prend sa source sur la commune de Castanet, dans l'Aveyron et se jette dans le Lézert en rive droite sur la commune de Cabanès.

## Principaux affluents
- Ruisseau de Fréjalieu, 7,7 km
- Ruisseau de Bourret, 6,4 km
- Ruisseau du Cambou, 2,4 km

## Départements et villes traversées
- Aveyron : Sauveterre-de-Rouergue, Tayrac, Pradinas, Cabanès, Castanet.